# Akan (lud)
Akan – grupa etniczna w zachodniej Afryce posługująca się językami akan i kwa. Składa się z plemion Akuapem, Aszanti, Akyem, Baoulé, Brong, Fante i Nzema, zaludniających Ghanę i Wybrzeże Kości Słoniowej. Od XV do XIX wieku ludzie Akan zdominowali kopalnie i handel złota w regionie. Gałęziami Akan są Abron i Afutu.